# Javier Corral Jurado
Javier Corral Jurado (El Paso, Texas; 2 de agosto de 1966) es un político, abogado y periodista mexicano, miembro del Movimiento Regeneración Nacional. Fue Gobernador de Chihuahua en el periodo entre 2016 y 2021. También ha sido diputado al Congreso de Chihuahua, diputado federal y Senador de la República por el estado de Chihuahua.
Elegido en las elecciones de 2016 fue el segundo gobernador de oposición en la historia moderna de Chihuahua. Durante su gobierno se llevó a cabo la denominada «Operación Justicia para Chihuahua» que consistió en la investigación, aprehensión y enjuiciamiento de su predecesor, el priista César Duarte Jáquez así como varios de sus colaboradores, además de diversos actores políticos y sociales de Chihuahua y de México.
Como senador fue un duro crítico y detractor de la denominada «Ley Televisa» de 2006 así como de diversas disposiciones de la Reforma de Telecomunicaciones de 2013 promovida por el presidente Enrique Peña Nieto hechos que le significaron alrededor de diez años de veto en las principales televisoras privadas de México, entre ellas Televisa y TV Azteca.
Corral inició su carrera política cuando era un adolescente al acercarse al Partido Acción Nacional en 1982 después de una visita del candidato a la presidencia de la república por ese partido para las Elecciones federales de México de 1982, Pablo Emilio Madero a Ciudad Juárez en la que Corral lo conoció al ser reportero del Canal 44 de esa ciudad. Después de ocupar diversos cargos en gobiernos del PAN, dentro del partido mismo así como en el ámbito legislativo, se postuló sin éxito para gobernador de Chihuahua en las elecciones de 2004 como abanderado de los partidos Acción Nacional, de la Revolución Democrática y Convergencia.
Corral Jurado también ha sido profesor en la Universidad Nacional Autónoma de México  institución que le otorgó el Premio Nacional de Derecho a la Información, por el Instituto de Investigaciones Jurídicas y ha escrito columnas para diversos medios entre ellos el diario El Universal.
En noviembre de 2023 renunció a su militancia de 41 años en el Partido Acción Nacional, al manifestar que el partido en que hubo militado renunció a su historia, a sus principios, y al condenar la alianza con su histórico adversario, el PRI, en la formación Va por México que postula para 2024 a Xóchitl Gálvez.

## Primeros años
Javier Corral Jurado nació el 2 de agosto de 1966 en El Paso, Texas, Estados Unidos. Sus padres lo registraron como nacido en Ciudad Juárez, Chihuahua, motivo por el que años después tuvo que pedir un juicio de rectificación de su acta de nacimiento, aunque en entrevista para Canal 5 de Ciudad Juárez comentó que en 1990, tras la Invasión estadounidense de Panamá había renunciado a la ciudadanía estadounidense.
Es hijo menor de los seis hijos que tuvo el matrimonio del fotógrafo Roberto Corral Sáenz con Socorro Jurado Ríos, quienes lo nombraron en honor al cantante Javier Solís. Vivió su infancia en la colonia Barrio Alto de Ciudad Juárez. Durante su infancia sus padres se separaron y en 1978 su madre fallece en un accidente de tránsito en la autopista México-Querétaro, quedando junto a sus hermanos al cuidado de su abuela.
Con su abuela, Javier acudía al templo de San Lorenzo en Ciudad Juárez en donde fue monaguillo. Ahí inició su incursión en la política tras escuchar los sermones de contenido social dirigidos por el obispo Manuel Talamás Camandari.
Inició sus estudios en derecho en la Universidad Autónoma de Ciudad Juárez, donde no los pudo finalizar debido a su carrera política. Sin embargo, se recibió en la Universidad de Occidente con sede en Los Mochis, Sinaloa como licenciado en Derecho y Ciencias Sociales con la tesis “La Reforma de los Medios, Camino para la Auténtica Democratización de México”, por la que obtuvo mención honorífica. Es catedrático de la Universidad Nacional Autónoma de México, institución que le otorgó el Premio Nacional de Derecho a la Información, por el Instituto de Investigaciones Jurídicas.
Está casado con Cinthia Aideé Chavira Gamboa, Periodista y Licenciada en Economía por la Universidad Autónoma de Chihuahua.

## Actividad periodística
Javier Corral se inició desde muy joven en los medios informativos de Ciudad Juárez. Incursionó en el periodismo a los once años de edad como fundador y creador de un periódico que llamó "El Chisme". En esa etapa recibió en la Casa Blanca el Premio Internacional de Periodismo de manos del Vicepresidente de los Estados Unidos de América, Walter Mondale.
Durante sus estudios de secundaria laboró como reportero para radio y televisión. Fue reportero y columnista político de El Fronterizo de Ciudad Juárez y del Diario de Juárez; jefe de información, coordinador editorial y subdirector del Norte de Ciudad Juárez. Es fundador de la revista Semanario y a los dieciséis años fungió como Secretario General de la Asociación Estatal de Periodistas Chihuahuenses. Publica su columna Rotafolio en los diarios mexicanos El Universal, El Diario de Chihuahua, El Diario de Juárez, La Silla Rota y Juárez a Diario.
Javier tuvo participación en un programa infantil en el Canal 5 de Ciudad Juárez y posteriormente fue invitado por Arnoldo Cabada de la O a participar en el noticiero del Canal 5. Poco tiempo después de haber tenido problemas con Pedro Meneses Hoyos, dueño del canal, Arnoldo Cabada fue despedido y junto con el renunció Javier Corral. Al tiempo, Cabado fundó el Canal 44 en donde también colaboró Corral hasta 1982, año en que dejó el canal para entrar de lleno al Partido Acción Nacional.

## Actividad política
En 1982 se afilió al PAN y desde entonces participó muy cercano a Francisco Barrio Terrazas en sus campañas a la Alcaldía de Ciudad Juárez y a la gubernatura de Chihuahua en 1986 y 1992 respectivamente.
En 1992 fue elegido diputado local a la LVII Legislatura del Congreso del Estado de Chihuahua, en donde presidió la cámara local y posteriormente fue líder estatal del PAN. En 1997 fue diputado federal a la LVII Legislatura en la que presidió la Comisión de Radio, Televisión y Cinematografía y también fue integrante de los comités de Biblioteca e Informática y de Comunicación Social. 
En 2000 fue elegido Senador por Chihuahua por mayoría en primera fórmula junto a Jeffrey Jones Jones para la LVIII Legislatura.
Durante sus pasos por la Cámara de Diputados y el Senado, Javier Corral se distingue por su interés en la legislación de los medios masivos de comunicación, presidiendo en ambas Cámaras la comisión respectiva, su opinión acerca de estos temas le acarrean tanto críticas como respaldos.
En 2004 Javier Corral ganó la candidatura del PAN a la gubernatura de Chihuahua siendo además postulado por el Partido de la Revolución Democrática y Convergencia como parte de la Coalición "Todos Somos Chihuahua", pero fue derrotado en las elecciones por el candidato del PRI José Reyes Baeza Terrazas.
Durante el debate sobre las reformas a la Ley de Radio y Televisión en el Senado en marzo de 2006 Corral se destacó como uno de los principales opositores a estas reformas, enfrentándose incluso con algunos de sus propios compañeros de partido, interponiendo con otros Senadores una controversia constitucional a cargo del Ministro Sergio Salvador Aguirre Anguiano. Lideró a un grupo plural de 41 senadores que le acompañaron en la interposición de la controversia, entre ellos destacaban los priistas Manuel Bartlett Díaz y Dulce María Sauri Riancho y los perredistas Raymundo Cárdenas y César Raúl Ojeda. En el 2007 la Suprema Corte de Justicia de la Nación declaró resuelta la acción de inconstitucionalidad contra las reformas a la Ley Federal de Radio y Televisión y confirmó la invalidez de artículos clave de la llamada Ley Televisa.
Es miembro fundador de la Asociación Mexicana de Derecho a la Información (AMEDI), de la que también ha sido su tesorero, presidente durante el periodo de 2006 a 2009 y actualmente parte de su Consejo Consultivo.
Fue diputado federal de 2009 a 2012, en donde presidió la Comisión de Gobernación de dicho Órgano. Al mismo tiempo, fue miembro de las comisiones de Comunicaciones, Radio, Televisión y Cinematografía, Acceso Digital, Seguimiento a las agresiones a Periodistas y Medios de Comunicación.
Fue delegado especial del Comité Ejecutivo Nacional del PAN para las Elecciones estatales en Oaxaca de 2010 que dio como resultado el triunfo en la gubernatura de Gabino Cué Monteagudo, candidato de la coalición Unidos por la Paz y el Progreso, conformada por los partidos PAN, PRD, Convergencia y PT.
En julio de 2012 recibió constancia que lo acreditó como senador de la República Electo para la LXII Legislatura, cargo que ocupa a partir del 1 de septiembre del mismo año, en el que se destaca como presidente de la Comisión de Reglamentos y Prácticas Parlamentarias, secretario de la Comisión de Radio, Televisión y Cinematografía, y miembro de las Comisiones de Gobernación y Educación.
Corral ha sido considerado como un panista de perfil independiente, plural y crítico, incluso con posturas y personajes de su propio partido, lo que le ha valido respaldos de figuras de corte progresista y otros independientes y críticas internas de algunos correligionarios. Ha mantenido una agenda a favor de la regulación que evite los monopolios mediáticos o coarten la libertad de expresión.
Corral mantuvo posturas críticas con los gobiernos panistas de Vicente Fox, y sobre todo de Felipe Calderón, con este último tuvo un intercambió señalamientos, a tal punto que éste le llamó “cobarde”, respondiendo Corral a través de una carta en 2012, señalando a Calderón como un “fracaso” como gobernante. El Gobernador también ha mencionado al expresidente como un responsable de la “tragedia nacional” y del “colapso del partido”.
En 2015 compitió contra Ricardo Anaya en una elección interna por la dirigencia del PAN, a quien acusó de mantener contubernios indebidos con el gobierno de Enrique Peña Nieto. El resultado de dicha elección dio un 81% de la votación a favor de Anaya contra un 16% a favor de Corral, quien calificó tal resultado de soviético.
En el marco del llamado Pacto por México, Corral también hizo públicas sus diferencias en algunos temas, como la reforma hacendaria, pidiéndole a la dirigencia del PAN que terminaran con ese acuerdo. También fue un opositor a las leyes secundarias de la reforma en telecomunicaciones hecha en el Pacto por México, polemizando en este tema con el también panista Javier Lozano Alarcón.
Javier Corral y Ernesto Ruffo Appel fueron los únicos senadores del PAN que votaron en contra de la reforma energética, argumentando que se omitió tratar la gran carga fiscal que pesa sobre Pemex y los numerosos casos de corrupción que le acosan, para justificar dar entrada a su privatización, entre otros puntos.
Fue considerado como posible abanderado presidencial de la coalición Por México al Frente para las elecciones del 2018, lo que fue descartado por el mandatario de Chihuahua. El senador de este Frente y luego declarado independiente, Emilio Álvarez Icaza, ha mencionado a Corral como posible candidato para 2024.
En el proceso electoral local de 2021 para su sucesión, Javier Corral se distanció de la candidata de su partido a sucederlo, María Eugenia Campos Galván, por la denuncia y el proceso que se le siguió a esta con motivo de la presunta red de sobornos, conocida como la “nómina secreta”, para granjear apoyos políticos, operada por el exgobernador priista César Duarte Jáquez. El gobernador Corral ha sostenido que en el proceder de su gobierno por el caso no ha habido complicidad ni miramientos para exentar de responsabilidad a ningún funcionario, así sea de su propio partido. Sobre este caso, el gobernador también señaló que un empresario cercano al exgobernador Duarte le ofreció 10 millones de pesos como “reparación del daño” y como una contraprestación de los sobornos de los que se habría beneficiado Campos Galván, ofrecimiento que desde luego rechazó. Esta situación ha deteriorado su relación con el partido en que ha militado. Finalmente, Javier Corral renunció al PAN en noviembre de 2023.
En diciembre de 2023 fue presentado como parte del equipo de colaboradores que elaborará la plataforma de gobierno de la candidata presidencial Claudia Sheinbaum, integrado por figuras académicas e intelectuales externas a morena. Dicha comisión está conformada, además de por el propio Corral, por Gerardo Esquivel, Arturo Zaldívar, Olga Sánchez Cordero, David Kershenobich Stalnikowitz, Lorenzo Meyer, Irma Pineda, entre otros, y será coordinada por Juan Ramón de la Fuente.

### Gobernador de Chihuahua

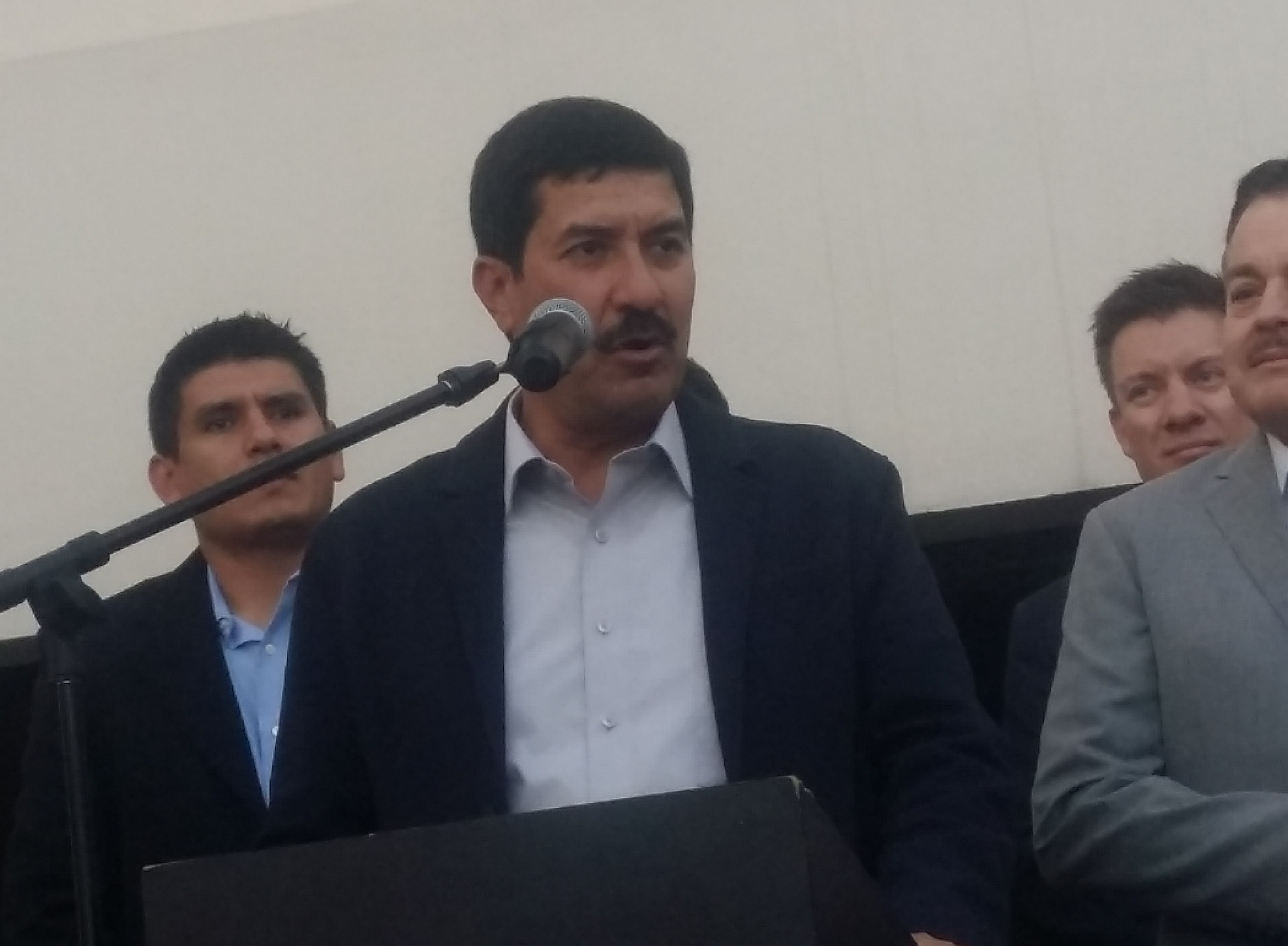
Javier Corral en su registro como candidato a gobernador.

El 20 de enero de 2016, anunció que buscaría de nueva cuenta la candidatura del PAN a la Gubernatura del Estado de Chihuahua. El 3 de febrero de 2016  la Comisión Permanente del PAN anunció que Javier Corral sería el candidato del PAN a la Gubernatura del Estado de Chihuahua por segunda ocasión, tras realizar encuestas entre la militancia y población abierta, así como medición de perfiles y manejo de herramientas de comunicación.
En las elecciones de 2016, Corral Jurado fue elegido gobernador del estado de Chihuahua, tras derrotar al candidato del PRI, Enrique Serrano Escobar, siendo así el segundo gobernador de oposición en Chihuahua. Corral Jurado tomó protesta como gobernador el 4 de octubre de 2016.